# Poolbillard-Jugendeuropameisterschaft 2002
Die Poolbillard-Jugendeuropameisterschaft 2002 war die 22. Austragung der von der European Pocket Billiard Federation veranstalteten Jugend-Kontinentalmeisterschaft im Poolbillard. Sie fand in Willingen statt.
Ausgespielt wurden die Disziplinen 14/1 endlos, 8-Ball und 9-Ball sowie Mannschafts-Wettbewerbe in den Kategorien Junioren und Schüler. Bei den Juniorinnen wurden Wettbewerbe im 8-Ball und im 9-Ball gespielt.

## Medaillengewinner
| Disziplin              | Gold              | Silber            | Bronze                                |        |
| ---------------------- | ----------------- | ----------------- | ------------------------------------- | ------ |
| Junioren – 14/1 endlos | Tomasz Kapłan     | Erik Weiselius    | Markus Hofer Philip Rüthemann         | [ 1 ]  |
| Junioren – 8-Ball      | Erik Weiselius    | Tomasz Kapłan     | Mateusz Śniegocki Vilmos Földes       | [ 2 ]  |
| Junioren – 9-Ball      | Mateusz Śniegocki | Vilmos Földes     | Romain Dieudonne Konstantin Zolotilov | [ 3 ]  |
| Junioren-Mannschaft    | Polen             | Russland          | Dänemark Österreich                   | [ 4 ]  |
| Schüler – 14/1 endlos  | Albin Ouschan     | Kevin Becker      | Nicolas Ottermann Dennis Jansen       | [ 5 ]  |
| Schüler – 8-Ball       | Hubert Łopotko    | Dennis Jansen     | Slawomir Nowak Kamil Gaska            | [ 6 ]  |
| Schüler – 9-Ball       | Marko Schmidt     | Nicolas Ottermann | Artem Koshovyi Joppe Orth             | [ 7 ]  |
| Schüler-Mannschaft     | Deutschland       | Österreich        | Luxemburg Finnland                    | [ 8 ]  |
| Juniorinnen – 8-Ball   | Jasmin Ouschan    | Veronika Hubrtova | Sandra Baumgartner Edwige Houlle      | [ 9 ]  |
| Juniorinnen – 9-Ball   | Veronika Hubrtova | Jasmin Ouschan    | Tanja Kirschmann Sandra Baumgartner   | [ 10 ] |